# Championnat d'Amérique du Sud féminin de volley-ball des moins de 18 ans 1984
Navigation
Édition précédente Édition suivante
Le 4e championnat d'Amérique du Sud féminin de volley-ball des moins de 18 ans s'est déroulé en 1984 à Santiago du Chili, Chili. Il a mis aux prises les quatre meilleures équipes continentales.

## Équipes présentes
- Argentine
- Brésil
- Chili
- Pérou

## Classement final
| Place              | Équipe    |
| ------------------ | --------- |
| Médaille d'or      | Brésil    |
| Médaille d'argent  | Pérou     |
| Médaille de bronze | Argentine |
| 4                  | Chili     |